# Аверкин, Виктор Кириллович
Виктор Кириллович Аверкин (род. 1938) — мордовский советский машинист, депутат Верховного Совета СССР.

## Биография
Родился в 1938 году. Мордвин. Беспартийный. Имел среднее образование.
С 1958 года машинист экскаватора специализированного управления «Спецстроймеханизация» треста Мордовпромстрой, г. Саранск.
Депутат Совета Национальностей Верховного Совета СССР 9 созыва (1974—1979) от Ленинского избирательного округа № 602 Мордовской АССР. Член Комиссии по торговле, бытовому обслуживанию и коммунальному хозяйству Совета Национальностей 9 созыва.